# Bactrocera merapiensis
Bactrocera merapiensis är en tvåvingeart som beskrevs av Drew och Albany Hancock 1994. Bactrocera merapiensis ingår i släktet Bactrocera och familjen borrflugor. Inga underarter finns listade.